# نادي الإسكندرية الرياضي
نادي الإسكندرية الرياضي أو نادي سبورتنج هو نادي رياضي مصري مقره الإسكندرية، تأسس عام 1890، ويعد من أقدم الأندية في مصر وأفريقيا. استحوذت الحكومة المصرية على النادي وحولته إلى نادي وطني في عام 1952. ويشتهر النادي بفريق كرة اليد وكرة السلة.
فريق كرة السلة بالنادي هو بطل الدوري المصري الممتاز لكرة السلة ثلاث مرات، بعد أن فاز بلقب موسم 2017–18. فاز فريق سبورتنج للسيدات بكأس أبطال أفريقيا للأندية للسيدات فيبا عام 2022، ليصبح أول نادي مصري يفوز بالمسابقة. وفي عام 2023 فاز سبورتنج بلقبه الثاني على التوالي.

## معرض الصور

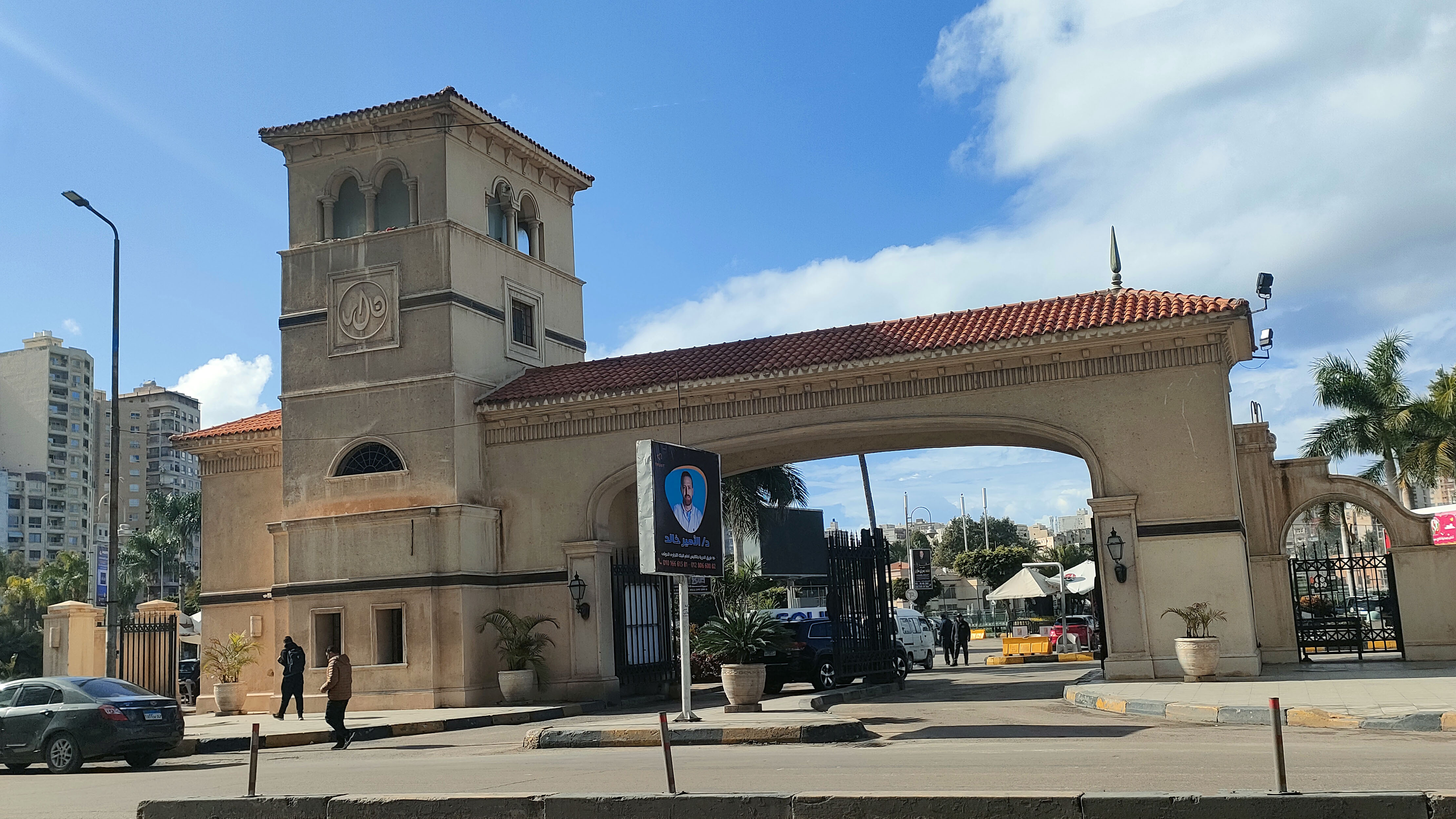
بوابة النادي من طريق أبو قير
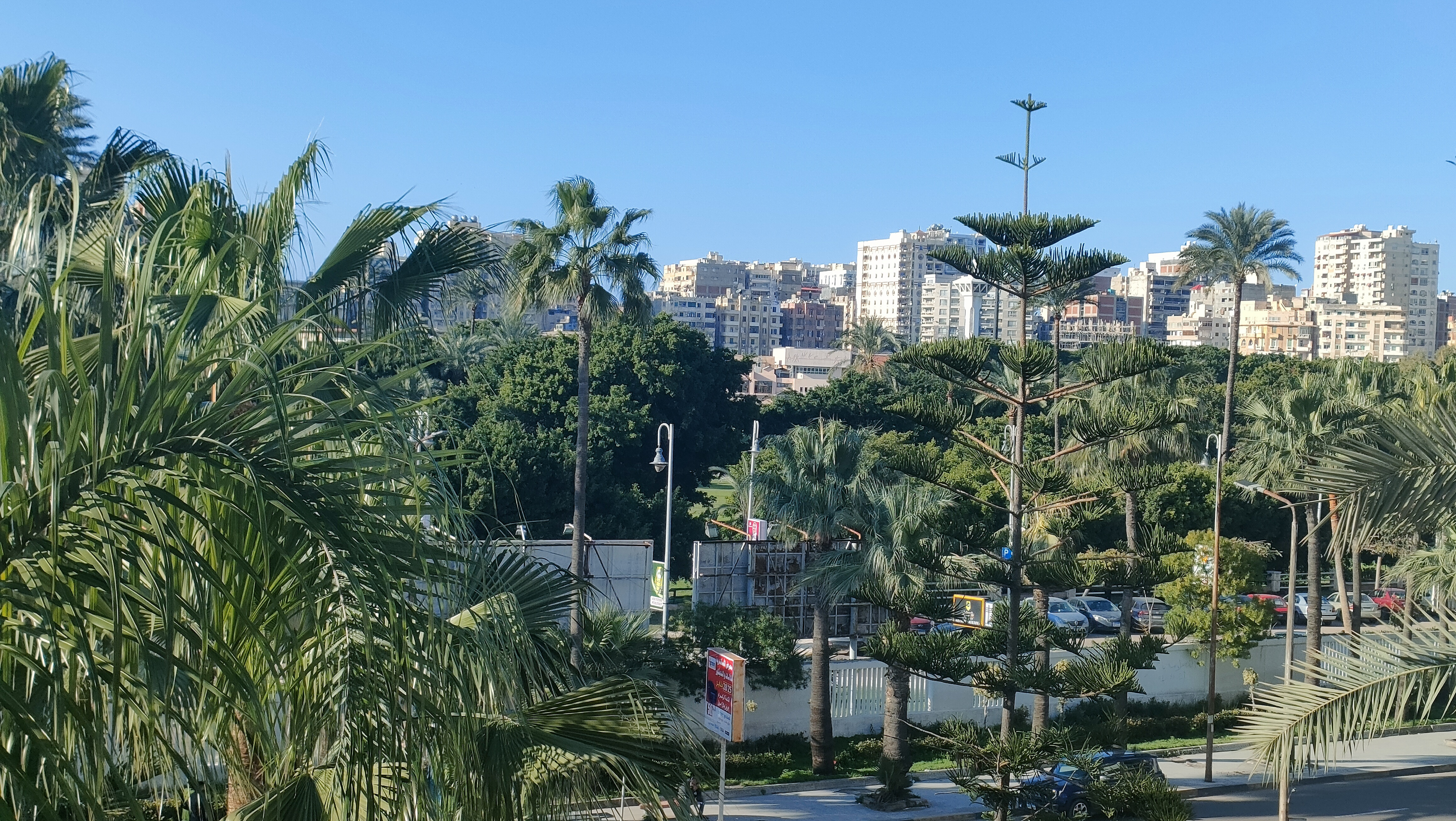
منظر عام
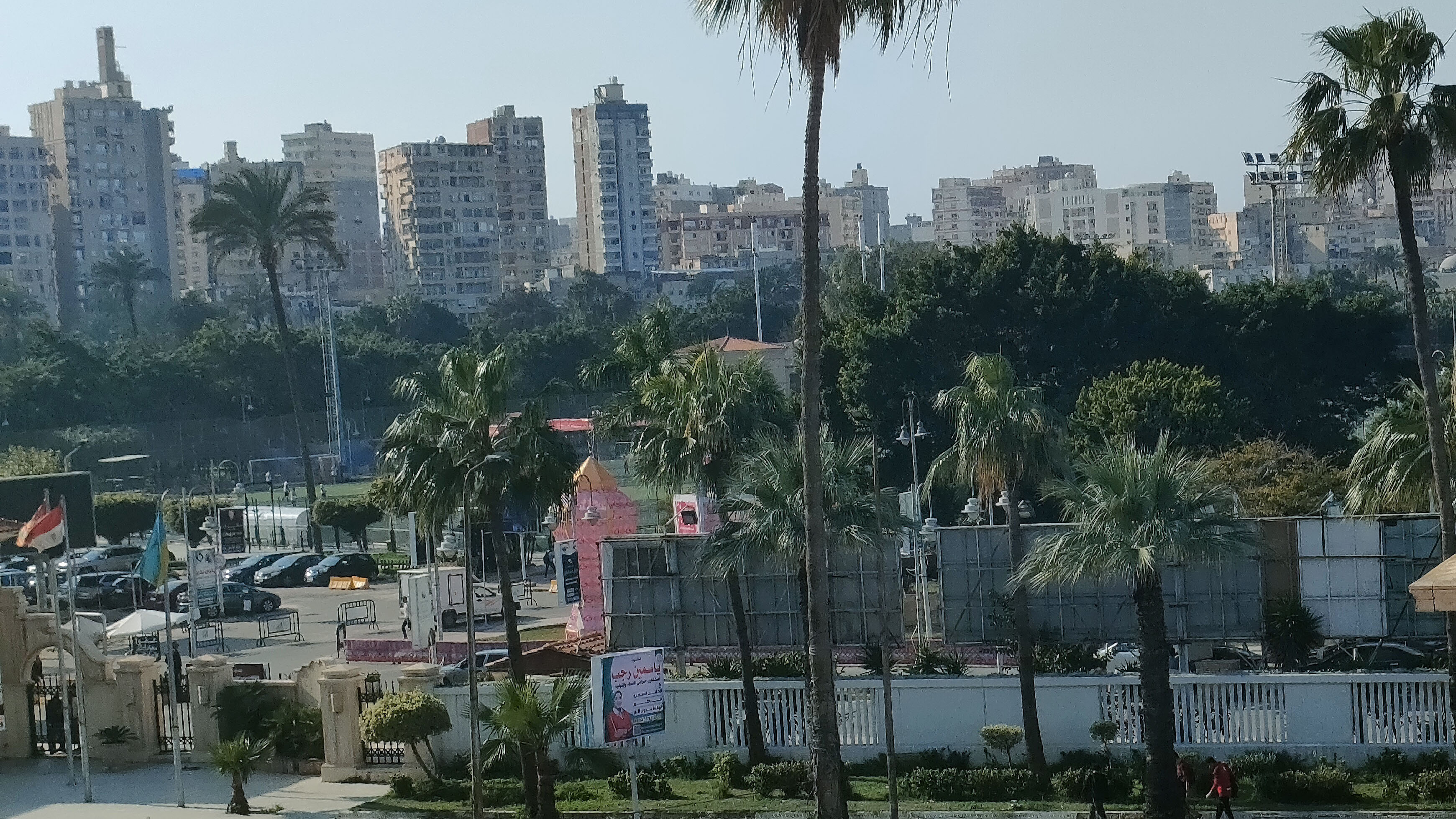
منظر عام

## وصلات خارجية
- الموقع الرسمي